# 臺南市立安平國民中學
臺南市立安平國民中學（又簡稱安平國中、平中），位於臺灣臺南市安平區，是一所建立於1968年的國民中學。

## 簡介
安平國中位於台南市的安平區，是全市最西側的國中，1968年之前稱臺南市立金城國民中學安平分校，1968年12月易名安平國中。創校伊始，該校的地理位置對師生們非常不便，北面有台南運河阻擋，其餘三面都是漁塭，政府於是斥資百萬建立了一座手搖式箱開啟橋供學生們渡過。

## 組織

### 行政單位
- 校長室
- 教務處
- 學務處
- 總務處
- 輔導處
- 人事室
- 會計室
- 圖書室
- 補校

## 軼聞
- 臺灣臺南市安平區安平國民中學因其簡稱「安平國中」常誤讀「中國平安」，校舍題名遂改用全稱以免誤會。

## 外部連結
- 台南市安平國中資訊網 （页面存档备份，存于）